# Pachycnema namaqua
Pachycnema namaqua är en skalbaggsart som beskrevs av Louis Albert Péringuey 1902. Pachycnema namaqua ingår i släktet Pachycnema och familjen Melolonthidae. Inga underarter finns listade i Catalogue of Life.